# اللغة العربية في الولايات المتحدة
| الولاية    | الناطقون بالعربية |
| ---------- | ----------------- |
| كاليفورنيا | 158,398           |
| ميشيغان    | 101,470           |
| نيويورك    | 86,269            |
| تكساس      | 54,340            |
| إلينوي     | 53,251            |
| نيو جيرسي  | 51,011            |
| فيرجينيا   | 36,683            |
| فلوريدا    | 34,698            |
| أوهايو     | 33,125            |

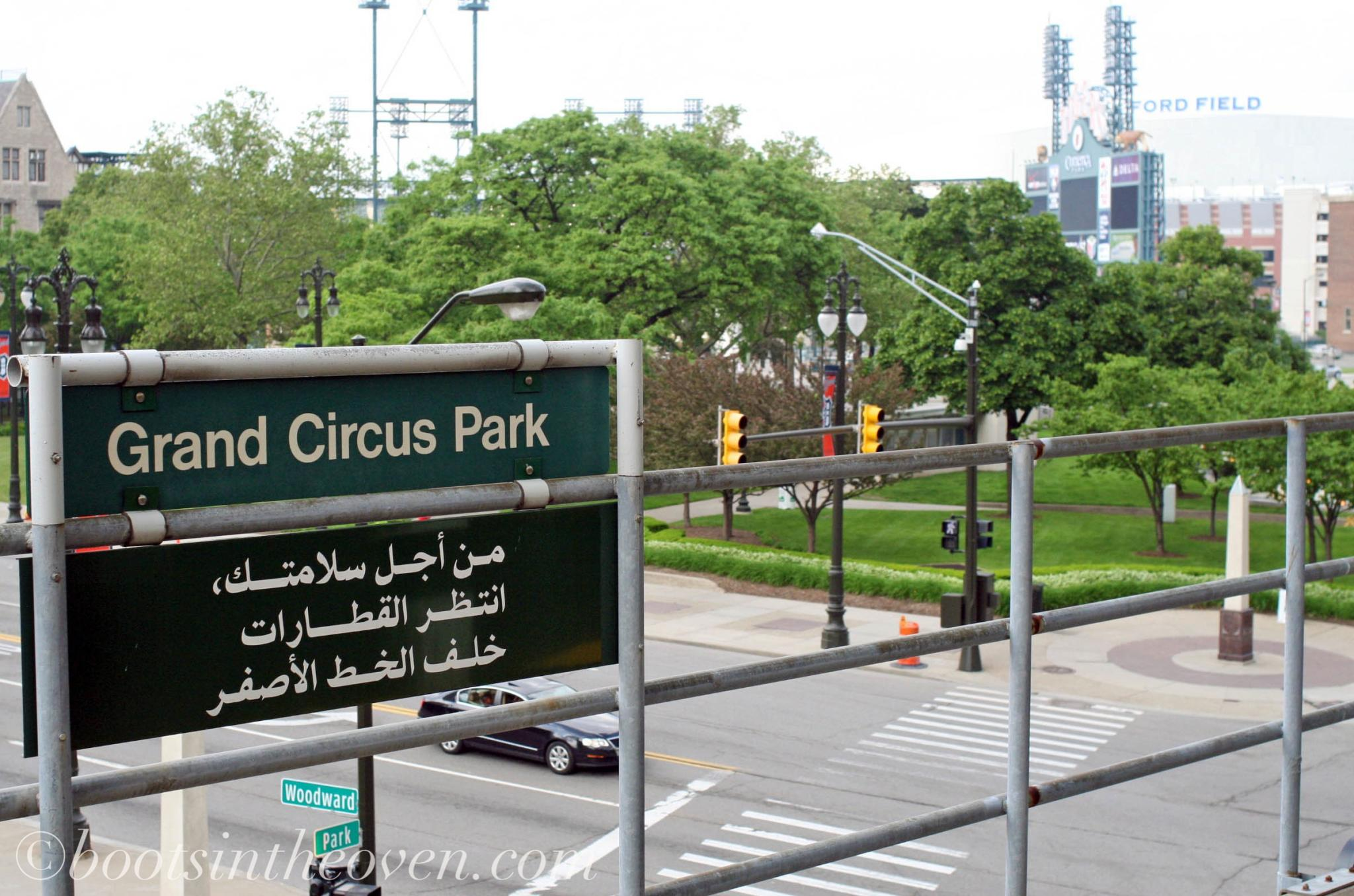
لافتة باللغتين الإنجليزية والعربية في مدينة ديترويت الأمريكية.

استخدمت الحكومة الأمريكية اللغة العربية في الغالب لأغراض المرحلة الجامعية مثل جامعة آيوا ، وتعد اللغة العربية من اللغات الأجنبية المهمة لأغراض التعليمية في الولايات المتحدة عام 2006م.